# Alberto de Sousa Costa
Alberto de Sousa Costa (Vila Pouca de Aguiar, 10 de Maio de 1879 — Porto, 11 de Janeiro de 1961) foi um escritor português. Foi casado com a escritora e feminista Emília de Sousa Costa.

## Biografia
Alberto de Sousa Costa era bacharel em Direito pela Universidade de Coimbra. Em 1911 criou a Tutoria da Infância organismo do Ministério da Justiça que visava julgar todos os processos, cíveis e criminais, relativos aos menores. Junto das Tutorias funcionavam os Refúgios da Tutoria, que asseguravam o acolhimento temporário dos menores com vista à observação das situações que os envolviam. Exerceu o cargo de secretário da Tutoria Central da Infância de Lisboa e, posteriormente, do Tribunal do Comércio.
Na sua carreira literária, dedicou-se ao conto, à novela, ao romance, ao teatro, à crónica, à literatura de viagens e ao ensaio, tendo sido um excelente camilianista. Foi um ficcionista de reconstituição histórica e de pitoresco regional. Os seus cenários preferidos retratavam a burguesia coimbrã e os rurais da região do Douro.
Na area da imprensa, encontra-se colaboração da sua autoria nas revistas Serões (1910-1911), Illustração portugueza, iniciada em 1903, Atlântida (1915-1920),  Terra portuguesa  (1916-1927), Portugal na guerra (1917) e na  Revista Municipal   (1939-1973) publicada pela  Câmara Municipal de Lisboa.

## Obras publicadas

### Contos e novelas
- 1907 - Excêntricos
- 1922 - Dramas da Serra
- 1923 - Canto do Cisne
- 1931 - Como se Faz um Ladrão

### Romances
- 1914 - Ressurreição dos Mortos
- 1914 - Coração de Mulher
- 1917 - A Pecadora
- 1923 - As Filhas do Pecado
- 1936 - Miss Século XX
- 1937 - Fui Eu Que Matei?
- 1947 - Entre Duas Labaredas
- S/D(1926) - Amor 1º, o Cruel - Romance d'uma "Carioca"

### Crónicas
- 1925 - Milagres de Portugal
- 1936 - Mapa Falado de Portugal

### Evocações históricas
- 1919-30 - Páginas de Sangue (em dois volumes)
- 1935 - Heróis Desconhecidos (Lisboa Revolucionária)

### Obras teatrais
- 1921 - Frei Satanás
- 1923 - A Marquesinha

### Ensaio
- 1959 - Camilo no Drama da Sua Vida